# Робингуд
«Робингуд» — суринамский футбольный клуб из столицы страны, города Парамарибо, в настоящий момент выступает в Хуфдклассе, сильнейшем дивизионе Суринама. Клуб основан 6 февраля 1945 года, домашние матчи проводит на стадионе «Андре Кампервин», вмещающем 6 000 зрителей. «Робингуд» самый титулованный клуб Суринама, и один из наиболее титулованных клубов в КОНКАКАФ.

## Достижения
- Чемпионат Суринама по футболу: 
  - Чемпион (27): 1953, 1954, 1955, 1956, 1959, 1961, 1964, 1971, 1975, 1976, 1979, 1980, 1981, 1983, 1984, 1985, 1986, 1987, 1988, 1989, 1993, 1995, 2005, 2012, 2018, 2022, 2023, 2024.
- Кубок Суринама по футболу: 
  - Обладатель (5): 1997, 1999, 2001, 2006, 2007.
- Суперкубок Суринама по футболу: 
  - Обладатель (5): 1994, 1995, 1996, 1999, 2001.
- Лига чемпионов КОНКАКАФ: 
  - Финалист (4): 1972, 1976, 1977, 1982.
- Клубный чемпионат Карибских островов: 
  - Финалист (1): 2005.